# Melipona solani
Melipona solani är en biart som beskrevs av Cockerell 1912. Melipona solani ingår i släktet Melipona och familjen långtungebin. Inga underarter finns listade i Catalogue of Life.